# Định lý Ehrenfest
Định lý Ehrenfest, được đặt tên theo nhà vật lý học người Áo đến từ trường Đại học Leiden Paul Ehrenfest, thể hiện mối quan hệ của đạo hàm theo thời gian của giá trị kì vọng của vị trí (x) với giá trị kỳ vọng của động lượng (p); và giá trị kỳ vọng của động lượng với giá trị kì vọng của lực F =  −dV/dx của một hạt với khối lượng rất lớn và chuyển động trong trường thế năng vô hướng:
| {\displaystyle m{\frac {d}{dt}}\langle x\rangle =\langle p\rangle ,\;\;{\frac {d}{dt}}\langle p\rangle =-\left\langle {\frac {\partial V(x)}{\partial x}}\right\rangle ~.} |
Nói một cách không chặt chẽ, thì ta có thể hiểu rằng "giá trị kì vọng trong cơ học lượng tử tuân theo phương trình chuyển động cổ điển của Newton". (Phát biểu này cần một vài điều kiện, xem.)
Định lý Ehrenfest là trường hợp đặc biệt của mối quan hệ tổng quát hơn giữa giá trị kì vọng của một toán tử lượng tử bất kì, giá trị kì vọng của giao hoán tử của toán tử đó với toán tử Hamiltonian của hệ.

| {\displaystyle {\frac {d}{dt}}\langle A\rangle ={\frac {1}{i\hbar }}\langle [A,H]\rangle +\left\langle {\frac {\partial A}{\partial t}}\right\rangle ~,} |
Trong đó A là một toán tử lượng tử nào đó và ⟨A⟩ là giá trị kì vọng của nó. Định lý tổng quát này thực ra không phải do Ehrenfest phát hiện mà do Werner Heisenberg.
Điều này khá hiển nhiên theo quan điểm của Heisenberg trong cơ học lượng tử, mà ở đó, đây chỉ là giá trị kì vọng của phương trình chuyển động Heisenberg. Điều này cung cấp thêm minh chứng toán học cho nguyên tắc tương ứng (correspondence principle).
Lý do là định lý Ehrenfest có liên quan chặt chẽ với định lý Liouville trong cơ học Hamilton, liên quan tới ngoặc Poisson (Poisson bracket) thay vì giao hoán tử. Nguyên tắc ngón tay cái của Dirac chỉ ra rằng mệnh đề trong cơ học lượng tử mà có liên quan tới giao hoán tử thì tương ứng với mệnh đề trong cơ học cổ điển với giao hoán tử khi đó được thay thế bằng ngoặc Poisson nhân với iħ. Điều này làm cho giá trị kì vọng của toán tử tuân theo phương trình chuyển động cổ điển biết rằng toán tử Hamiltonian ở trạng thái toàn phương tọa độ và động lượng. Mặt khác, phương trình này vẫn gần đúng với điều kiện dao động nhỏ.

## Chứng minh từ phương trình Schrödinger
Giả sử một vài hệ đang được biểu diễn bởi một trạng thái lượng tử Φ. Nếu ta muốn tìm đạo hàm tức thời theo thời gian của giá trị kì vọng của A, thì bằng định nghĩa ta có:
{\displaystyle {\begin{aligned}{\frac {\mathrm {d} }{\mathrm {d} t}}\langle A\rangle &={\frac {\mathrm {d} }{\mathrm {d} t}}\int \Phi ^{*}A\Phi \,\mathrm {d} ^{3}x\\&=\int \left({\frac {\partial \Phi ^{*}}{\partial t}}\right)A\Phi \,\mathrm {d} ^{3}x+\int \Phi ^{*}\left({\frac {\partial A}{\partial t}}\right)\Phi \,\mathrm {d} ^{3}x+\int \Phi ^{*}A\left({\frac {\partial \Phi }{\partial t}}\right)\,\mathrm {d} ^{3}x\\&=\int \left({\frac {\partial \Phi ^{*}}{\partial t}}\right)A\Phi \,\mathrm {d} ^{3}x+\left\langle {\frac {\partial A}{\partial t}}\right\rangle +\int \Phi ^{*}A\left({\frac {\partial \Phi }{\partial t}}\right)\,\mathrm {d} ^{3}x\end{aligned}}}
Đó là khi ta tích phân trên toàn miền không gian. Nếu ta áp dụng phương trình Schrödinger equation thì:
{\displaystyle {\frac {\partial \Phi }{\partial t}}={\frac {1}{i\hbar }}H\Phi }
Bằng cách lấy liên hợp phức ta thu được:
{\displaystyle {\frac {\partial \Phi ^{*}}{\partial t}}=-{\frac {1}{i\hbar }}\Phi ^{*}H^{*}=-{\frac {1}{i\hbar }}\Phi ^{*}H.} 
Chú ý rằng H = H ∗, vì toán tử Hamiltonian là một toán tử Hermite. Thay vào ta có:
{\displaystyle {\frac {d}{dt}}\langle A\rangle ={\frac {1}{i\hbar }}\int \Phi ^{*}(AH-HA)\Phi ~dx^{3}+\left\langle {\frac {\partial A}{\partial t}}\right\rangle ={\frac {1}{i\hbar }}\langle [A,H]\rangle +\left\langle {\frac {\partial A}{\partial t}}\right\rangle .}
Thường thì(không phải luôn luôn) toán tử A độc lập so với thời gian, nên đạo hàm của nó bằng 0 và ta có thể bỏ qua thành phần cuối cùng.

## Chứng mình từ phương trình Heisenberg
Theo quan điểm của Heisenberg, kết quả thu được là tầm thường. Quan điểm của Heisenberg chuyển dự phụ thuộc thời gian của hệ sang cho toán tử thay vì các vector trạng thái. Bắt đầu với phương trình Heisenberg
{\displaystyle {\frac {d}{dt}}A(t)={\frac {\partial A(t)}{\partial t}}+{\frac {1}{i\hbar }}[A(t),H],}
Ta có thể dễ dàng thu được định lý Ehrenfest bằng cách chiếu phương trình Heisenberg lên {\displaystyle |\Psi \rangle } từ bên phải và {\displaystyle \langle \Psi |} từ bên trái, hoặc lấy giá trị kì vọng, vì thế
{\displaystyle \langle \Psi |{\frac {d}{dt}}A(t)|\Psi \rangle =\langle \Psi |{\frac {\partial A(t)}{\partial t}}|\Psi \rangle +\langle \Psi |{\frac {1}{i\hbar }}[A(t),H]|\Psi \rangle ,}
Ta có thể lấy d/dt ra khỏi thành phần đầu tiên ví vector trạng thái không còn phụ thuộc vào thời gian, do đó
{\displaystyle {\frac {d}{dt}}\langle A(t)\rangle =\left\langle {\frac {\partial A(t)}{\partial t}}\right\rangle +{\frac {1}{i\hbar }}\langle [A(t),H]\rangle }

## Ví dụ tổng quát
Giá trị kì vọng trong định lý cũng rất giống với quan điểm của Schrödinger picture. Với mọi ví dụ tổng quát cho hạt rất lớn chuyển động với trường thế vô hướng thì hàm Hamiltonian chỉ đơn giản là
{\displaystyle H(x,p,t)={\frac {p^{2}}{2m}}+V(x,t)}
trong đó x là vị trí của hạt.
Giả sử ta muốn biết sự thay đổi tức thời của động lượng p. Dùng định lý Ehrenfest, ta có:
{\displaystyle {\frac {d}{dt}}\langle p\rangle ={\frac {1}{i\hbar }}\langle [p,H]\rangle +\left\langle {\frac {\partial p}{\partial t}}\right\rangle ={\frac {1}{i\hbar }}\langle [p,V(x,t)]\rangle ,}
Vì toán tử p tương tác với chính nó và không phụ thuộc vào thời gian. Thay p bởi  −iħ∇ trong vế phải ta có
{\displaystyle {\frac {d}{dt}}\langle p\rangle =\int \Phi ^{*}V(x,t){\frac {d}{dx}}\Phi ~dx-\int \Phi ^{*}{\frac {d}{dx}}(V(x,t)\Phi )~dx~.}
Áp dụng quy tắc nhân vào thành phần thứ 2 ta có:
{\displaystyle {\begin{aligned}{\frac {d}{dt}}\langle p\rangle &=\int \Phi ^{*}V(x,t){\frac {d}{dx}}\Phi ~dx-\int \Phi ^{*}({\frac {d}{dx}}V(x,t))\Phi ~dx-\int \Phi ^{*}V(x,t){\frac {d}{dx}}\Phi ~dx\\&=-\int \Phi ^{*}({\frac {d}{dx}}V(x,t))\Phi ~dx\\&=\langle -{\frac {d}{dx}}V(x,t)\rangle =\langle F\rangle ,\end{aligned}}}
Nhưng ta nhận ra rằng kết quả này giống với định luật II Newton. Đây là một ví dụ của nguyên tắc tương ứng (correspondence principle): kết quả thể hiện định luật II Newton trong trượng hợp có rất nhiều trạng thái kích thích trong hàm sóng mà sự chuyển động được tính bằng giá trị kì vọng của một hạt cổ điển.
Tương tự ta có thể thu được sự thay đổi tức thời của giá trị kì vọng của vị trí.
{\displaystyle {\begin{aligned}{\frac {d}{dt}}\langle x\rangle &={\frac {1}{i\hbar }}\langle [x,H]\rangle +\left\langle {\frac {\partial x}{\partial t}}\right\rangle \\&={\frac {1}{i\hbar }}\left\langle \left[x,{\frac {p^{2}}{2m}}+V(x,t)\right]\right\rangle +0\\&={\frac {1}{i\hbar }}\left\langle \left[x,{\frac {p^{2}}{2m}}\right]\right\rangle \\&={\frac {1}{i\hbar 2m}}\left\langle [x,p]{\frac {d}{dp}}p^{2}\right\rangle \\&={\frac {1}{i\hbar 2m}}\langle i\hbar 2p\rangle \\&={\frac {1}{m}}\langle p\rangle \end{aligned}}}
Kết quả lại một lần nữa giống với phương trình cổ điển.

## Cách thu được phương trình Schrödinger từ định lý Ehrenfest
Theo như trên thì định lý Ehrenfest là hệ quả của phương trình Schrödinger. Tuy nhiên, điều ngược lại cũng đúng: phương trình Schrödinger có thể rút ra được từ định lý Ehrenfest. Ta bắt đầu từ
{\displaystyle {\begin{aligned}m{\frac {d}{dt}}\left\langle \Psi (t)\right|{\hat {x}}\left|\Psi (t)\right\rangle &=\left\langle \Psi (t)\right|{\hat {p}}\left|\Psi (t)\right\rangle ,\\{\frac {d}{dt}}\left\langle \Psi (t)\right|{\hat {p}}\left|\Psi (t)\right\rangle &=\left\langle \Psi (t)\right|-V'({\hat {x}})\left|\Psi (t)\right\rangle .\end{aligned}}}
Áp dụng quy tắc nhân ta có
{\displaystyle {\begin{aligned}\left\langle {\frac {d\Psi }{dt}}{\Big |}{\hat {x}}{\Big |}\Psi \right\rangle +\left\langle \Psi {\Big |}{\hat {x}}{\Big |}{\frac {d\Psi }{dt}}\right\rangle &=\left\langle \Psi {\Big |}{\frac {\hat {p}}{m}}{\Big |}\Psi \right\rangle ,\\\left\langle {\frac {d\Psi }{dt}}{\Big |}{\hat {p}}{\Big |}\Psi \right\rangle +\left\langle \Psi {\Big |}{\hat {p}}{\Big |}{\frac {d\Psi }{dt}}\right\rangle &=\langle \Psi |-V'({\hat {x}})|\Psi \rangle ,\end{aligned}}}
Thay thế một hệ quả của đinh lý Stone(Stone's theorem)
{\displaystyle i\hbar \left|{\frac {d\Psi }{dt}}\right\rangle ={\hat {H}}|\Psi (t)\rangle ~,}
Trong đó ħ là một hằng số chuẩn hóa để cân bằng chiều. Vì những thành phần này phải tồn tại với mọi trạng thái ban đầu, giá trị trung bình có thể bị giảm xuống và hệ phương trình các giao hoán tử cho nguồn chuyển động chưa biết Ĥ được tạo ra
{\displaystyle im[{\hat {H}},{\hat {x}}]=\hbar {\hat {p}},\qquad i[{\hat {H}},{\hat {p}}]=-\hbar V'({\hat {x}}).}
Giả sử rằng tọa độ và động lương quan sát được tuân theo "quan hệ giao hoán kinh điển"(canonical commutation relation) [x̂, p̂] = iħ. Cho {\displaystyle {\hat {H}}=H({\hat {x}},{\hat {p}})}, phương trình giao hoán tử có thể chuyển thành phương trình vi phân
{\displaystyle m{\frac {\partial H(x,p)}{\partial p}}=p,\qquad {\frac {\partial H(x,p)}{\partial x}}=V'(x),}
Mà kết quả thu được giống với quan điểm lượng tử của Hamilton(Hamiltonian quantum)
{\displaystyle {\hat {H}}={\frac {{\hat {p}}^{2}}{2m}}+V({\hat {x}}).}
Phương trình Schrödinger thu được từ định lý Ehrenfest bằng cách giả sử rằng tọa độ và động lương quan sát được tuân theo "quan hệ giao hoán kinh điển". Nếu giả sử tọa độ và động lượng là giao hoán tử thì với cách tính tương tự ta có cơ học cổ điển của Koopman-von Neuman(Koopman–von Neumann classical mechanics). Do đó, kết quả thu được và cơ học cổ điển của Koopman-von Neuman derivation of the Koopman–von Neumann mechanics cho rằng sự khác nhau thiết yếu giữa cơ học lượng tử và cơ học cổ điển thu hẹp lại còn chỉ là giá trị của giao hoán tử [x̂, p̂].